# Fordonia leucobalia

Fordonia leucobalia är en ormart som beskrevs av den tyske ornilologen och herpetologen Hermann Schlegel 1837. Fordonia leucobalia är ensam i släktet Fordonia som ingår i familjen Homalopsidae. IUCN kategoriserar arten globalt som livskraftig. Inga underarter finns listade.

## Utbredning
Fordonia leucobalia trivs i mangroveträsk och tropiska våtmarker med tidvattenpåverkan. Den finns i sådana miljöer från Sydostasien till Australiens norra kust. Det innebär att man kan hitta arten i Bangladesh, Indien, Indonesien, Malaysia, Myanmar, Papua Nya Guinea och Filippinerna. Arten har också rapporterats vid Nikobarerna. 
Arten anses som vanlig i en stor del av sitt utbredningsområde och förekommer ofta i stort antal där den trivs. 

## Habitat och föda
Denna art av snok är marin och kan bli upp till en meter lång. Anatomin avspeglar ormens marina miljö: Ögonen är placerade högst upp på huvudet och näsborrarna går att sluta när ormen dyker. Fordonia leucobalia lever i vatten på 0 – 10 meters djup. Den lever framför allt på krabbor, grodor och småfisk.